# Prix P.-J.-Redouté
Le prix P.J. Redouté, ou simplement Prix Redouté, nommé d'après Pierre-Joseph Redouté, est un prix littéraire créé en 2000 par la comtesse Barbara de Nicolaÿ, et remis annuellement au château du Lude dans le cadre de la « Fête des jardiniers » pour récompenser les meilleurs livres de botanique et de jardin parus en langue française.

## Histoire

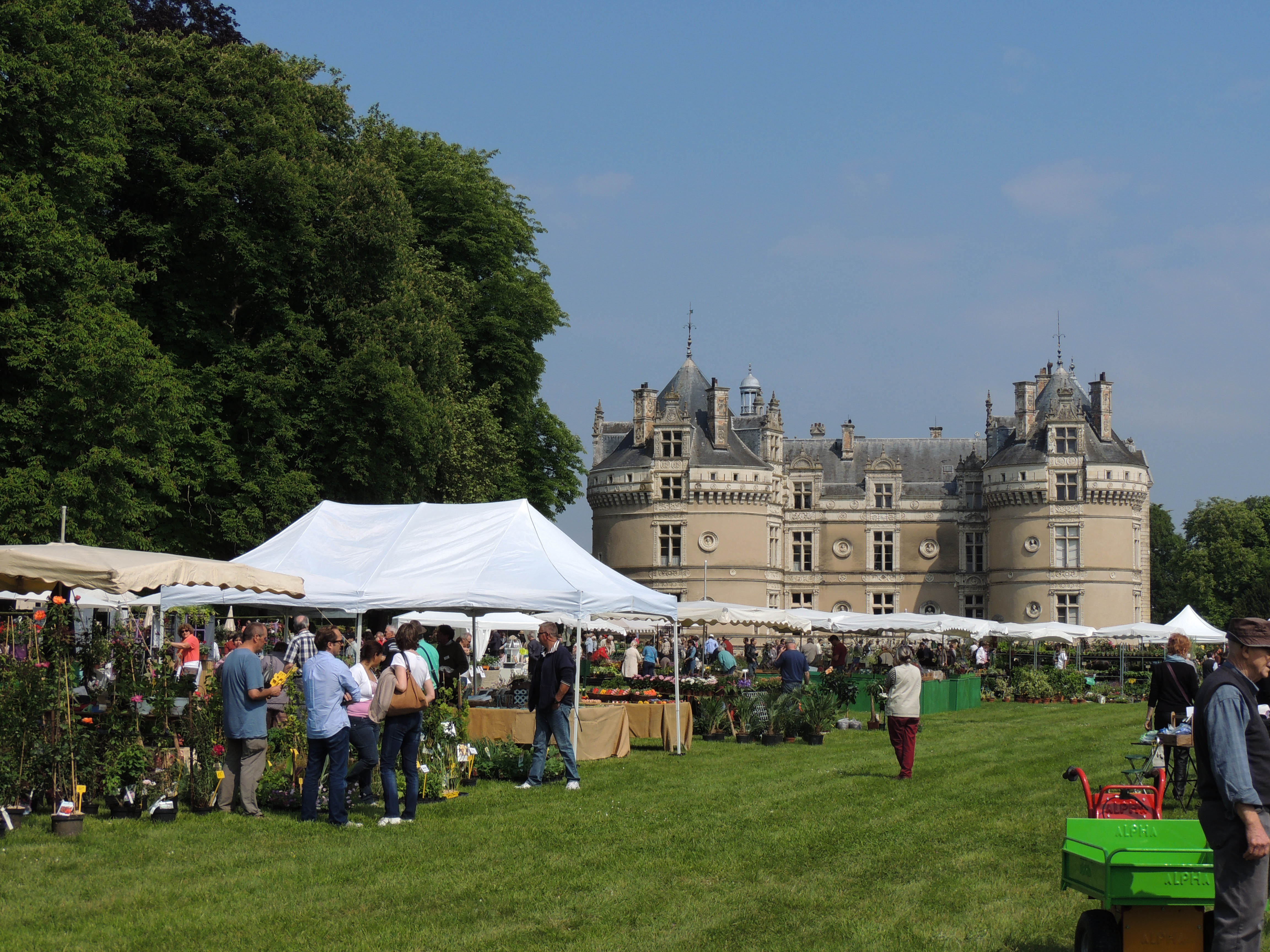
La « Fête des jardiniers » au château du Lude, en 2013.

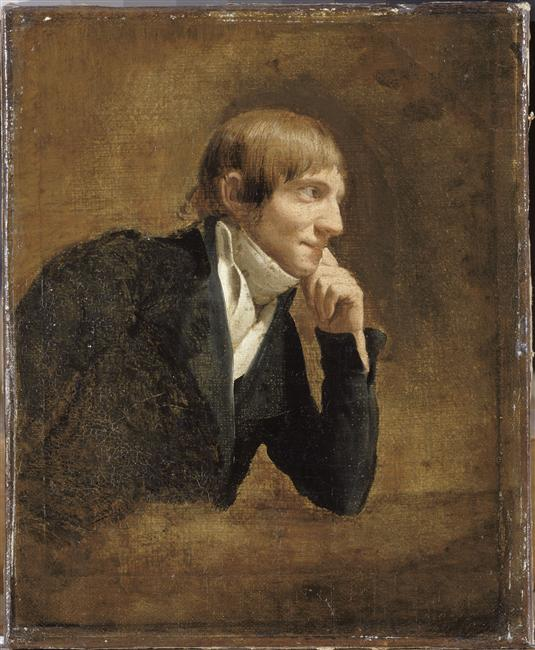
Portrait de Pierre-Joseph Redouté, dont le nom a été donné au prix littéraire.

Le prix P.J. Redouté est créé en 2000 sur l'initiative de la comtesse Barbara de Nicolaÿ, dans le but de récompenser les meilleurs livres de jardin et de botanique parus dans l'année. Il doit son nom au peintre wallon Pierre-Joseph Redouté, surnommé « le Raphaël des fleurs », célèbre pour ses peintures de fleurs à l'aquarelle. Le prix Redouté est organisé chaque année par l'Association des jardins du Maine (JASPE) dans le cadre de la « Fête des jardiniers », le premier week-end de juin au château du Lude. Soutenu par l'Institut Jardiland, le prix est décerné par un jury composé de professionnels et d'amateurs de jardin, dont la comédienne Marie-Anne Chazel. En marge du prix Redouté, d'autres catégories sont récompensées avec le Prix pratique, le Prix botanique, le Prix spécial du jury et le Prix du public.

## Palmarès
- 2000 : Jean-Pierre Babelon et Mic Chamblas-Ploton pour Jardins à la française[3]
- 2001 : Patrick Mioulane pour Les plantes extraordinaires[3]
- 2002 : Daniel Brochard pour SOS Plantes[3]
- 2003 : Encyclopédie du jardinage bio, ouvrage collectif aux Éditions Larousse[3]
- 2004 : Sandra Knapp pour Le voyage botanique[3]
- 2005 : Philippe Morat, Gérard-Guy Aymonin et Jean-Claude Jolinon pour L'Herbier du monde[3]
- 2006 : Francis Hallé pour Plaidoyer pour l'arbre
- 2007 : Olivier Filippi pour Pour un jardin sans arrosage
- 2008 : Evelyne Leterme et Jean-Marie Lespinasse pour Les fruits retrouvés, patrimoine de demain[4]
- 2009 : Ciabou Hany pour Jour après jour les plantes[5]
- 2010 : Christian Cogneaux et Bernard Gambier pour Plantes des haies champêtres[6]
- 2011 : Ron van Dongen pour La tulipe, une anthologie[7]
- 2012 : Hugh Johnson pour Arbres[8]
- 2013 : Thierry Huau pour Terra Botanica[9]
- 2014 : Francis Hallé et Luc Jacquet pour Il était une Forêt[10]
- 2015 : Monique Mosser et Hervé Brunon pour L’Imaginaire des grottes dans les jardins européens[11]
- 2016 : Didier Willery pour Dingue de plantes[12]
- 2017 : Cédric Pollet pour Jardins d’hiver, une saison réinventée
- 2018 : Mario Del Curto pour Les graines du monde, l’institut Vavilov

- 2019 : Olivier Filippi pour La Méditerranée dans votre jardin

- 2021 : Perrine et Charles Hervé-Gruyer pour Vivre avec la terre[13]
- 2022 : Gérard Jean pour son livre  Jardin de Pellinec, l’ivresse des couleurs [14]
- 2023 : Serge Schall pour Arbres[15]